# Milton de Freitas Almeida
 Milton de Freitas Almeida (Porto Alegre, 3 de janeiro de 1888 — Rio de Janeiro, 29 de novembro de 1962) foi um marechal do Exército Brasileiro e comandante na Revolução Constitucionalista. 

## Biografia
Milton de Freitas Almeida nasceu em 3 de janeiro de 1888 na cidade de Porto Alegre, Rio Grande do Sul. Sentou praça em 1904, concluindo o curso em 1908, tornando-se aspirante na Arma da Cavalaria.
Ainda em 1908, foi promovido a 2º tenente. As suas outras promoções, por antiguidade e merecimento, ao longo dos anos foram: em novembro de 1915 a 1º tenente, em julho de 1920 a capitão, em junho de 1927 a major e, por fim, em julho de 1929 a tenente-coronel.
Com o seu curso militar adquiriu bacharelado em matemática e ciências físicas. Ao longo dos anos fez vários cursos de formação, aperfeiçoamento, estado-maior, divisão de estado-maior e superior de informações.

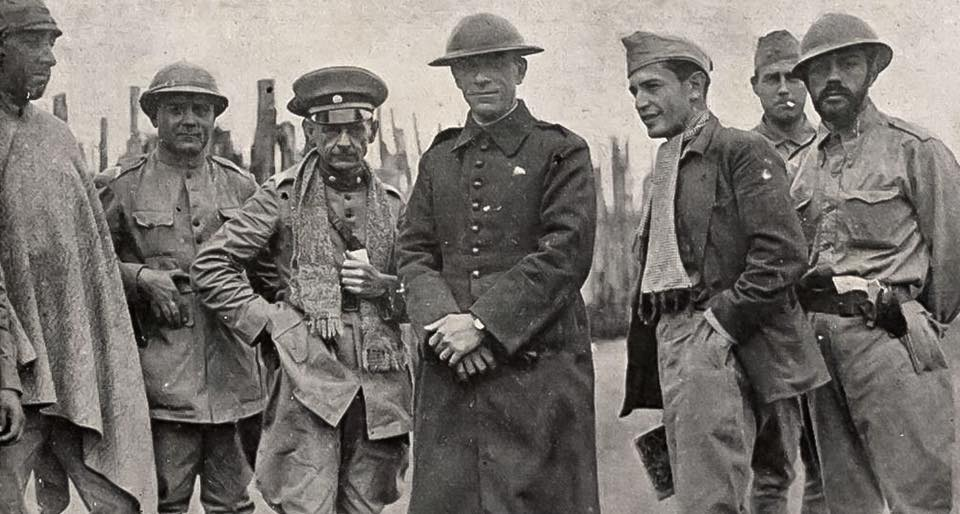
Ao centro, o então coronel durante a Revolução de 1932.

Em 1929, foi nomeado para comandar o 1º Regimento de Cavalaria Independente, sediado no Rio Grande do Sul. Em outubro de 1930, na ocasião da deflagração da Revolução de 1930, se recusou a aderir o levante e, por causa disso, foi preso pelos rebeldes daquele Estado.
Em 1932, o então tenente-coronel do Exército Brasileiro aderiu à Revolução Constitucionalista deflagrada no Estado de São Paulo. Na ocasião do início do levante, havia sido há poucos dias nomeado ao posto de Chefe do Estado-Maior da 2º Região Militar, cujo comandante era o também recém nomeado ao posto, o general José Luis Pereira Pereira de Vasconcelos. Em São Paulo, durante o conflito, foi comandante de um destacamento respectivo ao então denominado "Setor sul" de combate, em um subsetor respectivo às cidades de Angatuba e Bom Sucesso (atual Paranapanema), nos arredores do Rio Paranapanema.
Em 30 de setembro de 1932, já durante as tratativas para o fim do conflito, assumiu o comando geral do setor sul, em substituição ao Coronel Brasílio Taborda que naquela ocasião havia sido nomeado comandante da Polícia de São Paulo. Conforme boletim de campanha publicado pelo cel. Taborda: “Por necessidade de serviço, deixo nesta data o comando desse Setor, passando-o ao Sr. Coronel Milton de Freitas Almeida - Boletim do Q.G., nº 65, de 30/9". Ainda nos últimos dias do conflito foi ferido gravemente por um grupo de soldados paulistas que se amotinaram contra o comando, conforme descreveu a esse respeito o seu então Chefe de Estado Maior, o capitão Joaquim J. A. Bastos: “Em vão se expunha diariamente às balas do adversário na inspeção infalível às posições mais arriscadas de sua tropa, para ir tombar gravemente ferido quase ao encerrar da luta, diante dos fuzis criminosos de um pelotão amotinado”.

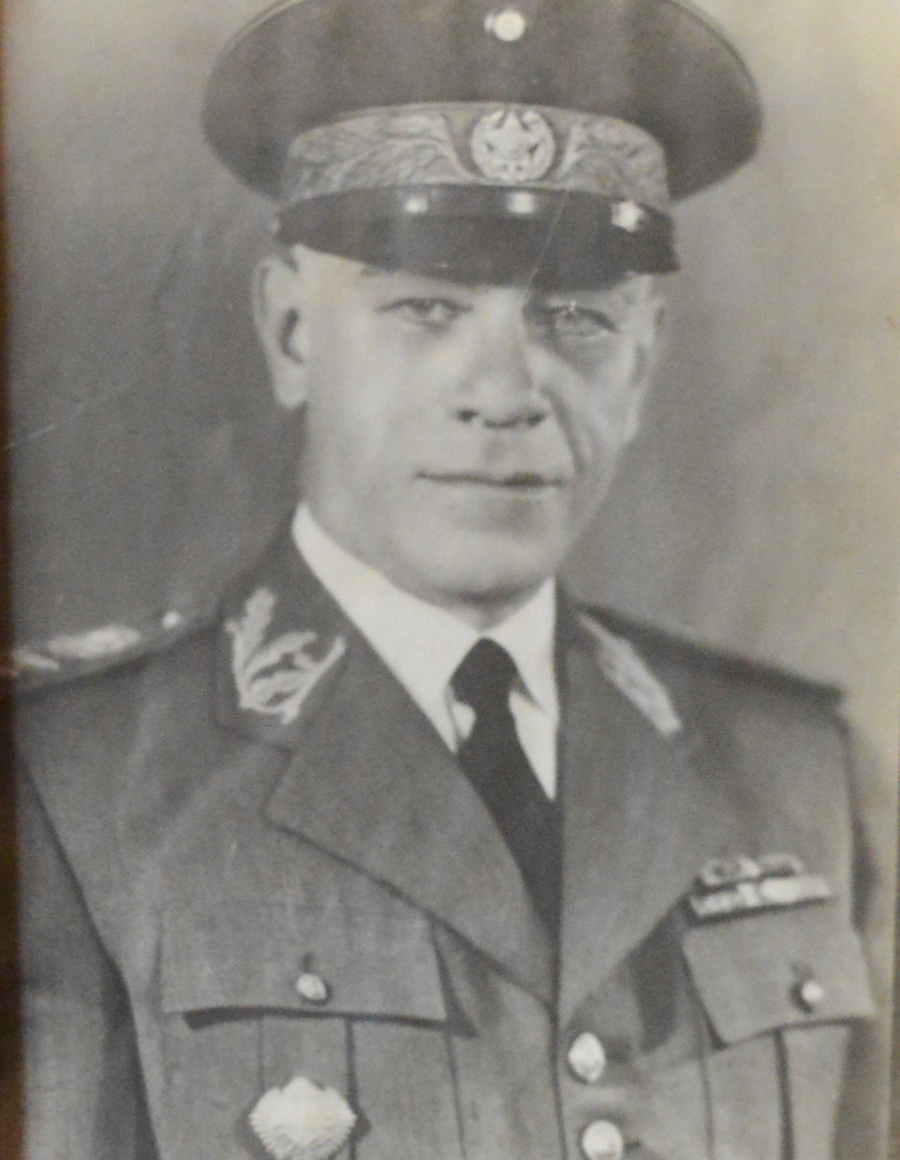
Foto do Marechal Milton de Freitas Almeida na galeria dos ex-comandantes da ECEME

Com a derrota militar dos rebeldes em São Paulo, o Tenente-coronel Almeida foi preso. Em 1933, recebeu a anistia geral e foi reintegrado ao Exército Brasileiro com todas as respectivas prerrogativas e regalias. Ainda em 1933 foi promovido a coronel. Em 1935, foi nomeado para o comando geral da Força Pública de São Paulo.
Entre 15 de março de 1938 e 8 de junho de 1939, comandou a Escola de Estado-Maior, atual Escola de Comando e Estado-Maior do Exército.
Em maio de 1939, foi promovido a general-de-brigada. Na década de 1940, durante a Segunda Guerra Mundial, com a declaração de guerra por parte do Brasil contra as forças do eixo, o então general foi nomeado para o Conselho Superior de Economia de Guerra, onde atuou entre 1943 a 1945.
Em abril de 1945, foi promovido a general-de-divisão e nomeado para o comando da 2ª Região Militar, em São Paulo, onde permaneceu de 29 de janeiro a 16 de setembro de 1946.
Com a criação da Zona Militar do Centro, foi seu primeiro Comandante, entre 2 de abril e 16 de setembro de 1946.
Em outubro de 1946, foi nomeado Chefe do Estado-Maior do Exército, em substituição ao general Salvador César Obino. Exerceu esse cargo de 18 de outubro de 1946 a 12 de novembro de 1948.
Em seguida, passou a fazer parte do Conselho de Defesa Nacional (CDN). Entre 1947 e 1949 também foi presidente da Comissão de Promoções do Exército.
No início de 1949, foi nomeado embaixador brasileiro na Argentina e permaneceu no cargo em Buenos Aires até o final de 1950, quando então foi substituido por João Batista Luzardo. Em dezembro de 1950, foi promovido a general-de-exército e voltou a comandar a Zona Militar do Centro, em São Paulo, entre 13 de junho de 1951 e 4 de março de 1953.
Em seguida, passou a servir em funções burocráticas na Inspetoria Geral até janeiro de 1954, quando foi transferido para a reserva com o posto de Marechal.
Veio a falecer na cidade do Rio de Janeiro, em 29 de novembro de 1962, tendo sido sepultado no Cemitério São João Batista com honras militares.